# Pivniceni
Pivniceni è un comune della Moldavia situato nel distretto di Dondușeni di 728 abitanti al censimento del 2004